# Лос-Анджелес (река)
Лос-Анджелес (англ. Los Angeles River) — река в штате Калифорния, США.
Берёт начало в горных массивах Simi Hills и Santa Susana Mountains и протекает через Лос-Анджелес от Канога-Парк в западной оконечности долины Сан-Фернандо и далее около 77 км на юго-восток. Площадь водосборного бассейна — 2142 км².
Впадает в Тихий океан близ города Лонг-Бич. В свободное русло реки впадают несколько притоков, образуя вдоль её берегов подтопляемые аллювиальные поймы. В настоящее время русло реки направлено через бетонный канал, который был построен после ряда разрушительных наводнений в начале XX века.
Экологические группы и защитники природы агитируют за удаление бетона и восстановление естественной растительности и животного мира. Часть русла реки теперь является земляным с восстановленной средой обитания. Также имеются планы по созданию ряда парковых зон вдоль части реки, протекающей через город Лос-Анджелес. Река проходит через несколько общин округа Лос-Анджелес, а забетонированное русло реки можно увидеть в бесчисленных эпизодах американских сериалов и многих голливудских художественных фильмах, таких как «Трансформеры», «Терминатор 2», «Ограбление по-итальянски», «Угнать за 60 секунд», «Время».
До открытия лос-анджелесского акведука, река была первичным источником пресной воды для города. Вместе с тем на территории Лос-Анджелеса всё ещё пользуются водой из реки и некоторых других местных источников, от большинства из которых также ведут акведуки, обслуживающие территорию. Река страдает от загрязнения воды из-за сельскохозяйственных и городских стоков.
Питание преимущественно дождевое (зимой и весной), а также от сооружений по очистке воды им. Дональда Тильмана в Van Nuys (летом и осенью) и городских стоков, это одна из низколежащих не пересыхающих рек в Южной Калифорнии. Часть вод, как правило, достигает моря даже в самые засушливые летние периоды; есть исторические свидетельства, что река пересыхала, но с начала записей водотоков в 1929 году течение было каждый месяц. Этому способствует бетонный канал, ограничивающий абсорбцию воды в землю. Течение, в целом невысокого объёма, в летнее время может быть чрезвычайно оживлённым.

## История
До прибытия испанцев река служила источником воды и пищи для народа тонгва. После основания в 1771 году миссии Сан-Габриэль испанцы стали называть всех представителей этого народа, живущих в пределах миссии, «габриэлиньос» (исп. gabrieliño). Габриэлинос были охотниками и собирателями, жившими преимущественно за счёт рыбалки, небольших млекопитающих и желудей с обильно растущих дубовых деревьев вдоль реки. Вблизи реки Лос-Анджелес располагалось по меньшей мере 45 сёл габриэлинос, сосредоточенных в долине Сан-Фернандо и Элизианской долине, в том числе в сегодняшнем Глендейле.
В 1769 году участники экспедиции Портолы для исследования Верхней Калифорнии стали первыми европейцами, увидевшими реку. 2 августа отряд встал лагерем на берегу реки, примерно на перегоне к северу от пересечения с автомагистралью I-10 недалеко от центра города Лос-Анджелеса. Хуан Креспи Фиоль, один из двух францисканских миссионеров, путешествующих с портольцами, назвал реку «El Río de Nuestra Señora La Reina de Los Ángeles de Porciúncula». Креспи выбрал такое название, переводимое как «Река богородицы ангелов из Порсьюнкулы», — это наименование было дано в честь праздника францисканцев, который команда портольев отметила в предшествующий день. После этого реку называли «река Порсьюнкула». В последующие годы в качестве постоянного названия победила другая часть — «Los Ángeles» первоначально данного длинного названия.
Первоначально река была аллювиальной, свободно бежавшей в пойме, которую в настоящее время занимает Лос-Анджелес, Лонг-Бим и другие населённые пункты Южной Калифорнии. Течение было непостоянным и непредсказуемым и устье реки часто перемещалось с одного места на другое между Лонг-Бич и Ballona Creek. В начале XIX века река повернула на юго-запад после прохождения Glendale Narrows, где соединялась с Ballona Creek и воды впадали в залив Санта-Моника, в настоящее время являющийся местом Марина-дель-Рей.